# Mal d'Africa (film 1967)
Mal d'Africa è un film del 1967 diretto da Stanislao Nievo.

## Trama
La pellicola propone un triste scenario dell'attuale Africa, stato di grande povertà e violenza verso il prossimo dove la superstizione e l'atmosfera grottesca hanno il predominio.